# Telmatobius halli
Telmatobius halli — вид жаб родини андійських свистунів (Telmatobiidae).

## Етимологія
Вид названо на честь американського науковця Френка Грегорі Голла, який вивчав вплив високогір'я на людський організм та зібрав типові зразки виду.

## Поширення
Ендемік Чилі. Виявлений у 1935 році у високогірному струмку на висоті понад 3000 м над рівнем моря поблизу селища Ольягуе в провінції Ель-Лоа на півночі країни. З цього часу, назважаючи на декілька спеціально споряджених експедицій, вид не вдалося виявити. Лише у 2020 році в термальному джерелі неподалік першого місцезнаходження виявленого представників виду.

## Опис
Типова серія включає шість дорослих самиць розміром 42–57 мм. Самці невідомі. Голова вужча за тіло, але ширша, ніж довга. Морда усічена. Пальці ніг мають закруглені кінчики і широко перетинчасті. Спина коричневого кольору. На флангах є дрібні бліді плями. Живіт блідо-кремовий. Кінчики пальців рук і ніг жовті. Найбільші пуголовки сягають до 83 мм завдовжки і мають довгі загострені хвости.

## Спосіб життя
Веде водний спосіб життя. На суші гине досить швидко.